# Olaya

Bandeira de Olaya.

Localização de Olaya, no departamento de Antioquia.

Olaya é uma cidade e município da Colômbia, no departamento de Antioquia. Situa-se a 100 quilômetros de Medellín e possui uma área de 90 quilômetros quadrados, sendo o município de menor extensão do departamento. Sua população, segundo o censo de 2002, é de 2686 habitantes.